# Fiat A.74
Fiat A.74 byl čtrnáctiválcový vzduchem chlazený dvouhvězdicový motor, vyráběný v 30. letech 20. století v Itálii jako pohonná jednotka letadel. Byl použit u některých z nejvýznamnějších typů italských bojových letounů druhé světové války.

## Vznik a vývoj
Význam A.74 spočívá v tom, že předznamenal odklon konstrukce leteckých motorů společnosti Fiat od kapalinou chlazených řadových motorů k vzduchem chlazeným hvězdicovým motorům. Již v dřívějších letech u ní vznikla řada menších hvězdicových motorů, ale typ A.74 přinesl zásadní nárůst v rozměrech i výkonu. Rodina typů na něm založená byla produkována ve velkém množství a vedla ke vzniku řady příbuzných motorů, například A.76, A.80 a A.82, jejichž každá následná generace zaznamenala zvětšení rozměrů i výkonů oproti předchozím. Posledními zástupci této rodiny byly motory u nichž počet válců vzrostl ze čtrnácti na osmnáct, s výkony od 870 do 1 400 hp.

## Varianty
A.74 R.C.18
Přeplňovaný motor s reduktorem, optimalizovaný pro provoz ve výšce 1 800 m.
A.74 R.C.38
Přeplňovaný motor s reduktorem, optimalizovaný pro provoz ve výšce 3 800 m.
A.74 R.C.38D
A-74 R.C.38S
A.74 R.I.C.38
Přeplňovaný motor s reduktorem a vstřikováním paliva, optimalizovaný pro provoz ve výšce 3 800 m.
A.74 R.C.42
Přeplňovaný motor s reduktorem, optimalizovaný pro provoz ve výšce 4 200 m.

## Použití
- Breda Ba.88M
- CANSA FC.20
- Fiat CR.42
- Fiat G.50
- Fiat RS.14
- Ikarus Orkan
- Macchi C.200

## Specifikace (A.74)
Údaje podle

### Technické údaje
- Typ: čtrnáctiválcový dvouhvězdicový motor chlazený vzduchem
- Vrtání: 140 mm
- Zdvih: 145 mm
- Zdvihový objem: 31,25 l
- Průměr: 1 195 mm
- Hmotnost suchého motoru (tj. bez provozních náplní): 590 kg

### Součásti
- Ventilový rozvod: OHV (jeden sací a jeden sodíkem chlazený výfukový ventil na válec)
- Palivový systém: karburátor Stromberg
- Palivo: 87 oktanový letecký benzín
- Chlazení: vzduchem

### Výkony
- Výkon:
  - 640 kW (858 hp, 870 k) při 2 520 otáčkách za minutu (startovní výkon)
  - 706 kW (947 hp, 960 k) při 2 520 otáčkách za minutu ve výši 3 000 m (nouzový výkon)[1]
- Kompresní poměr: 6,7:1
- Poměr výkon/hmotnost: 1,1 kW/kg